# Haspelrulle

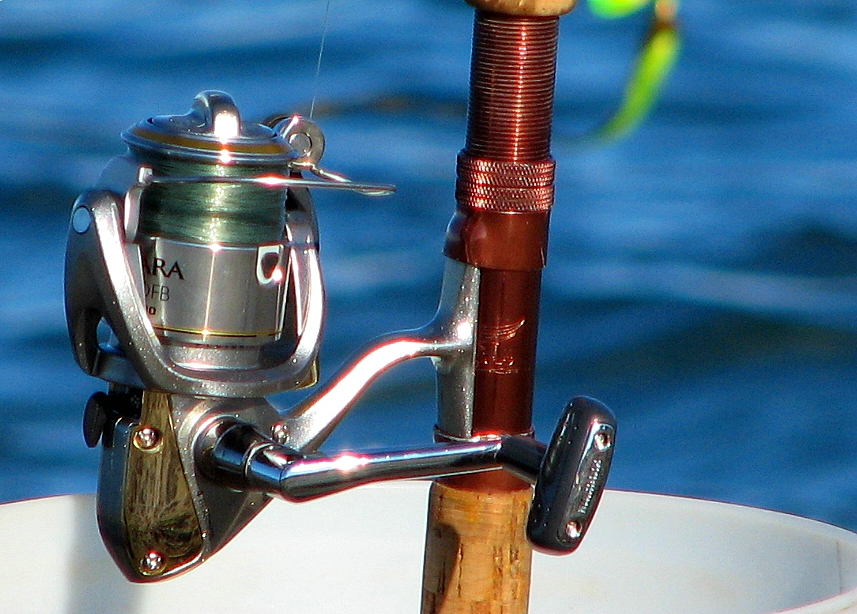
Haspelrulle på fiskespö.

Haspelrullens delar: 1. bygel, 2. spö, 3. fotplatta, 4. vev, 5. fot, 6. backspärr, 7. spole, 8. lina, 9. justeringsratt för slirbroms

En haspelrulle är en fiskerulle med bygel som måste fällas upp innan kast för att låta linan löpa. När rullen vevas slår bygeln automatiskt ned, så att den utkastade linan lindas upp på spolen igen för att dra betet hemåt. Haspelrulle anses vara något lättare att lära sig än fiske med multiplikatorrulle (även kallad multirulle). På de flesta haspelrullar går att det flytta veven från vänster till höger sida, så att såväl höger- som vänsterhänta kan fiska med samma haspelrulle. Vanligtvis så hänger haspelrullen under spöt när man vevar, även om det förekommer vevar med rulle ovanför spöt. Haspelrullen är utrustad med en slirbroms som ger ut lina när fisken rusar, så att fisken inte lossnar. På haspellrullen sitter även en backspärr vars funktion är att se till att det bara går att veva åt ett håll. 

## Kända tillverkare av haspelrullar

### Frankrike
- Mitchell haspel

### Japan
- Shimano haspel
- Daiwa

### Sverige
- ABU-Garcia AB
- Fladen Fishing AB

### Tyskland
- DAM haspel

### USA
- Accurate reel
- Ron Thompson
- Van Staal